# برت کوک (بازیکن فوتبال)
برت کوک (انگلیسی: Bert Cook؛ زادهٔ ۱۸۸۸) بازیکن فوتبال اهل بریتانیا است.
از باشگاه‌هایی که در آن بازی کرده‌است می‌توان به باشگاه فوتبال چسترفیلد، باشگاه فوتبال دونکستر راورز، باشگاه فوتبال شفیلد یونایتد، و باشگاه فوتبال وورکساپ تاون اشاره کرد.